# Großer Bohnstein
Der Große Bohnstein ist ein 500,5 m ü. NHN hoher Berg des Rothaargebirges in der Gemarkung von Hesselbach im nordrhein-westfälischen Kreis Siegen-Wittgenstein.

## Geographie

### Lage
Der Große Bohnstein erhebt sich im Süden des Rothaargebirges und im Südosten des Naturparks Sauerland-Rothaargebirge. Sein Gipfel liegt etwa 1,2 km westsüdwestlich von Hesselbach und 1000 m nördlich von Fischelbach, zwei Ortsteilen von Bad Laasphe. Westlich vorbei fließt die im dortigen Oberlaufbereich auch Fischelbach genannte Banfe, in die nordwestlich vom Berg die nördlich verlaufende Hesselbach mündet.

### Naturräumliche Zuordnung
Der Große Bohnstein gehört in der naturräumlichen Haupteinheitengruppe Süderbergland (Nr. 33) und in der Haupteinheit Rothaargebirge (mit Hochsauerland) (333) zur Untereinheit Südwittgensteiner Bergland (Wittgensteiner Lahnbergland; 333.2).

### Berghöhe
Der Große Bohnstein ist im Rahmen seiner Westkuppe 500,5 m hoch. In der Deutschen Grundkarte sind auf seiner Gipfelregion mehrere Höhenangaben eingetragen: 498,8 m (auf der Westkuppe) und 497,6 m (auf der Ostkuppe). Dazwischen liegt eine 494,7 m hohe Scharte mit einer 495,2 m hohen Stelle.

## Schutzgebiete

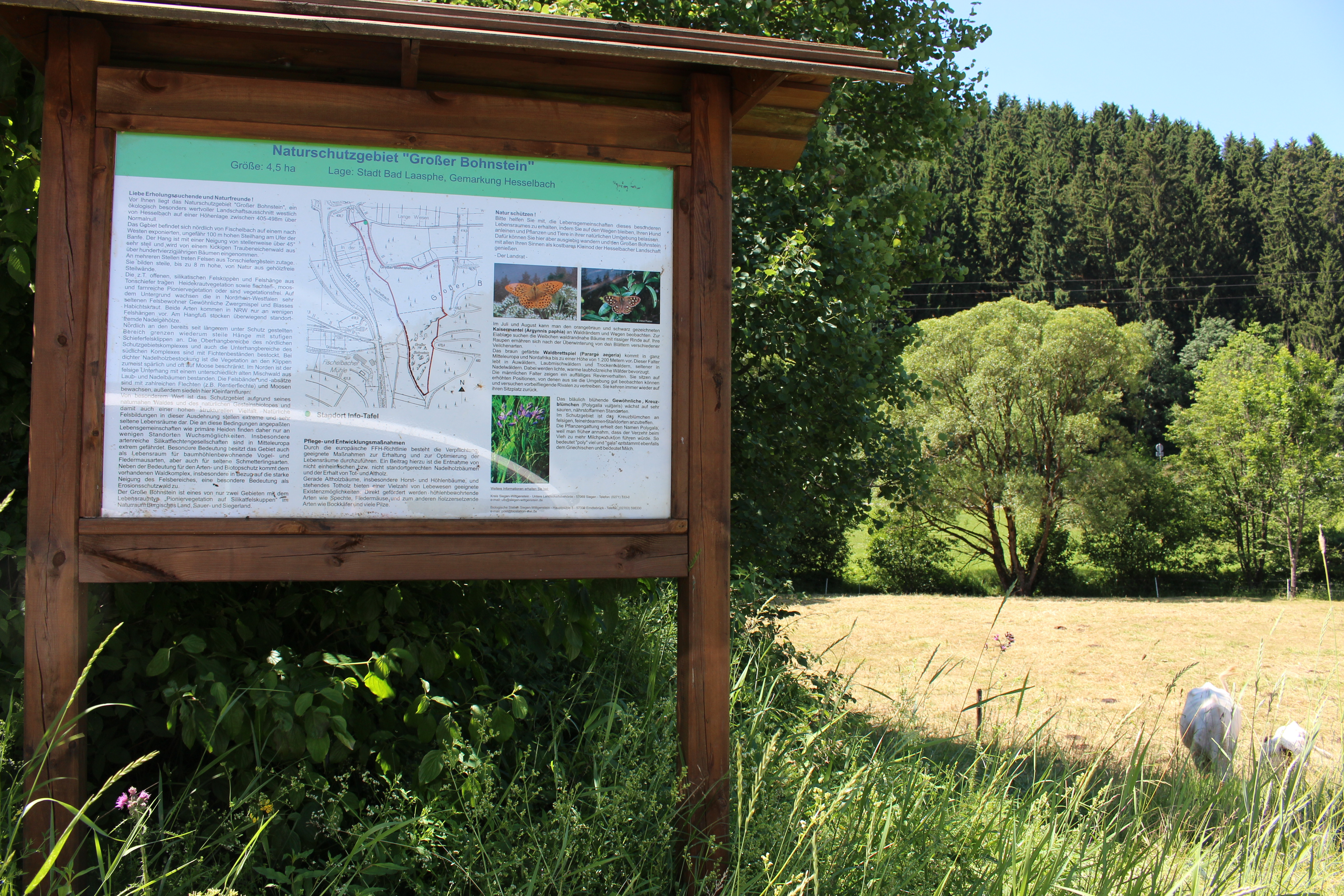
Informationstafel über das Naturschutzgebiet

Auf der Westflanke des Großen Bohnstein liegt das Naturschutzgebiet Großer Bohnstein (CDDA-Nr. 163349; 1986 ausgewiesen; 4,53 ha groß) besonders Schützenswert ist der Steilhang oberhalb der am Berg auf etwa 405 m Höhe fließenden Banfe, der von Felsklippen, auf denen ein lückenhafter Traubeneichenwald wächst, eingenommen wird. Südliche Teile des Naturschutzgebiets sind als Fauna-Flora-Habitat-Gebiet Großer Bohnstein (FFH-Nr. 5116-307; 1,86 ha) ausgewiesen. Auf dem Berg liegen auch Teile des Landschaftsschutzgebiet Bad Laasphe (CDDA-Nr. 390391; 1987; 113,3714 km²).

## Verkehr und Freizeit
Westlich vorbei am Großen Bohnstein führt zwischen Fischelbach im Süden und Banfe im Norden entlang der Banfe die Landesstraße 718, von der nordwestlich des Berges nahe der Mündung der Hesselbach in die Banfe die nach Hesselbach verlaufende Kreisstraße 36 abzweigt. Auf der Nordflanke des Berges gibt es im Rahmen des Skigebietes Hesselbach einen Skilift mit zwei Skipisten. In der warmen Jahreszeit nutzt die Flugschule FlyART die Hänge des Skigebiets zum Gleitschirmfliegen.